# Prosamyza viridiventris
Prosamyza viridiventris är en tvåvingeart som beskrevs av Elisabeth K. Stuckenberg 1971. Prosamyza viridiventris ingår i släktet Prosamyza och familjen lövflugor. Inga underarter finns listade i Catalogue of Life.